# Volks-Werfer-Brigade 15
Die Volks-Werfer-Brigade 15 war eine deutsche Nebelwerfer-Brigade im Zweiten Weltkrieg.

## Brigadegeschichte
Die Volks-Werfer-Brigade 15 wurde am 25. September 1944 wahrscheinlich in Celle durch den Wehrkreis XI mit Ersatzgestellung des Brigadestabes im Munsterlager (Wehrkreis X) aufgestellt.
Am 27. Oktober 1944 bestand die Brigade aus dem erneut aufgestellten Werfer-Regiment 55 und aus dem neu aufgestellten Werfer-Regiment 85.
Das Werfer-Regiment 55 wurde im Oktober 1944 im Wehrkreis X mit drei Abteilungen aufgestellt, wobei die I. und II. mit 15-cm- und die III. mit 21-cm-Werfern ausgestattet wurde.
Mit der Aufstellung der Brigade am 25. September 1944 wurde auch das Werfer-Regiment 85 im Wehrkreis X mit drei Abteilung bestehend aus der I. und II. mit 15-cm- und die III. mit 30-cm-Werfern aufgestellt.
Die Volks-Werfer-Brigade 15 kam am 27. Oktober 1944 an die Westfront, wobei das Werfer-Regiment 55 aus Stettin und das Werfer-Regiment 85 aus Mielau zugeführt wurde. Die Brigade war dann als Heerestruppenteil in den Ardennen bei der 5. Panzerarmee eingesetzt. Zuletzt war die Brigade bei der 15. Armee.
Zu Kriegsende stand das Werfer-Regiment 55 unter der Führung von Oberst Sickermann, welcher später als vermisst galt. Das Werfer-Regiment 85 war ab der Aufstellung der Brigade bis Kriegsende unter der Führung von Oberstleutnant Kraus (* 1902).
Ab der Aufstellung am 25. September 1944 war die Brigade durch den Generalmajor Leo Zanssen (* 1896) geführt.

## Gliederung
- Werfer-Regiment 55 mit I. (1–3), II. (4–6) und III. (7–9)
- Werfer-Regiment 85 mit I. (1–3), II. (4–6) und III. (7–9)